# Second marché des noms de domaine
Un nom de domaine est un identifiant unique lié à une entité dont les ordinateurs sont reliés au réseau internet. Le système est hiérarchique, permettant la définition de sous-domaine(s) d'un domaine existant. Le second marché des noms de domaine est alimenté par les personnes détentrices de noms de domaine et qui souhaitent vendre ces noms de domaine qu'elles ont réservés en bonne et due forme. Les principales places de marché destinées à mettre en relation des personnes pour l'achat et la vente de noms de domaine sont l'Allemand Sedo et les Américains Afternic et Dan (Groupe Godaddy).

## Réserver son nom de domaine
Pour réserver un nom de domaine, il suffit de s’adresser aux nombreux prestataires Internet qui, en complément des services internet qu'ils proposent (hébergement, accès internet, création de site), sont mandatés pour effectuer des réservations de noms de domaine. Pour réserver un .fr par exemple, il faut s'adresser à un prestataire accrédité par Afnic (Association française pour le nommage internet en coopération), l’organisme qui gère les noms de domaine en suffixe .fr. L'Afnic vous propose une longue liste de ces prestataires.

## Quelques ventes connues
La vente publiée affichant le montant le plus élevé est celle de Voice.com, revendu 30 millions de dollars en 2019. 
En 2009, Sex.com avait été vendu pour 13 millions de dollars.
En 1999, business.com avait atteint la somme de 7 500 000 dollars.
En 2006, le nom de domaine vodka.com a été vendu pour 3 millions de dollars.
En juin 2007, au niveau francophone, le record est actuellement détenu par Masculin.com, acheté 150 000 euros par Zedcom, société basée à Villeurbanne à côté de Lyon.
Concernant l'extension française .FR, les ventes non confidentielles les plus élevées sont celles de credit.fr (587 500 euros en 2010), auto.fr (100 000 euros en 2008), mutuelle.fr (acheté par Cmonassurance.com  pour 78 001 euros en 2009), lundi.fr (50 000 euros en 2010) et voitures.fr (50 000 euros en 2008).